# Nyodes aurifera
Nyodes aurifera là một loài bướm đêm trong họ Noctuidae.